# Liste der Fornminnen in Härnösand

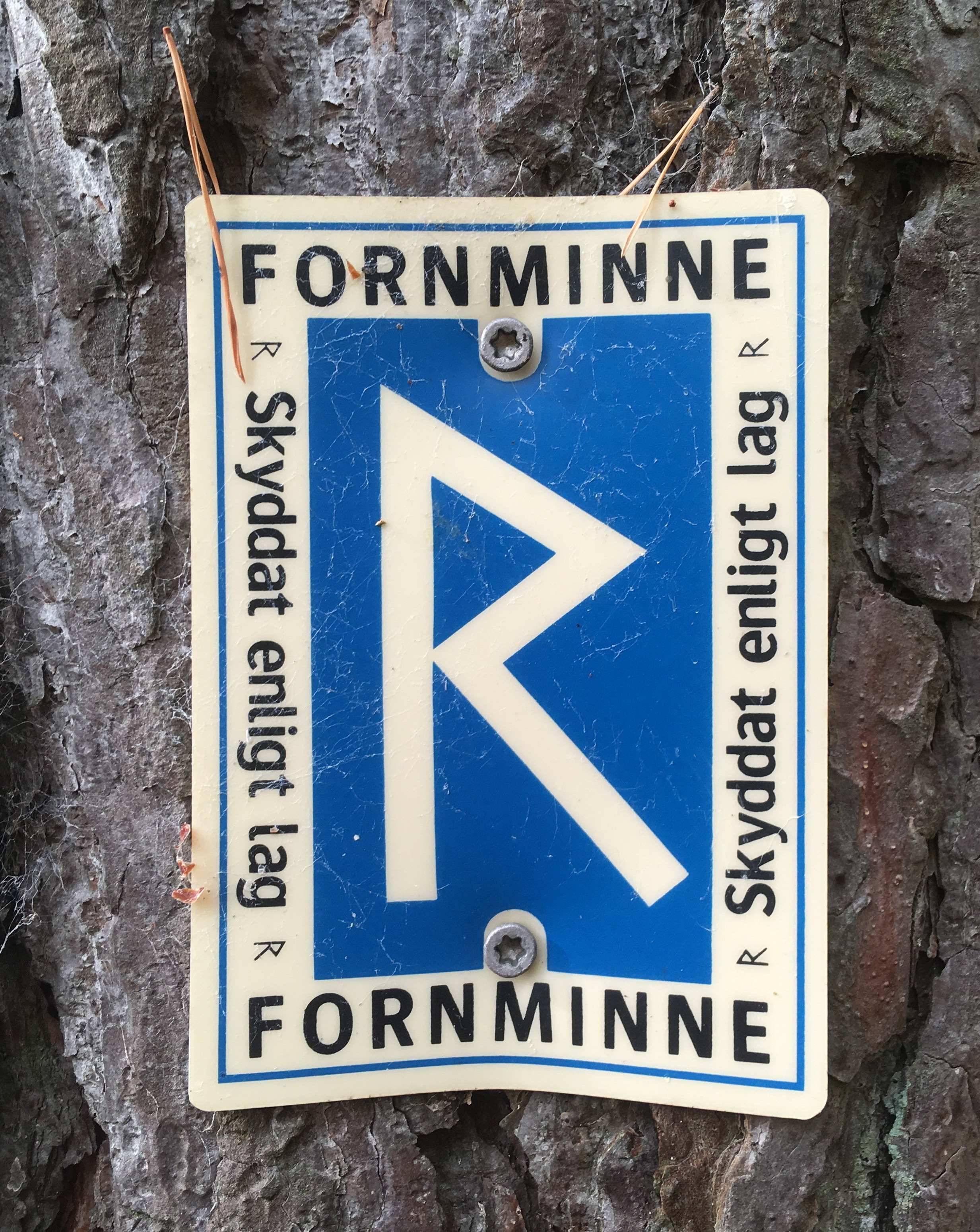
Zeichen für „Fornminnen“ in Schweden

Diese Liste der Fornminnen in Härnösand zeigt die „Alten/antiken Denkmale“ (schwedisch fornminnen) im ehemaligen Socken Härnösand in der heutigen Gemeinde Härnösand der schwedischen Provinz Västernorrlands län, sie ist eine Teilliste der „Liste der Fornminnen in Västernorrland“. Die Aufteilung basiert auf der historischen Zuordnung der Gebiete in Socken (siehe auch) und der Einteilung des Zentralamts für Denkmalpflege Riksantikvarieämbetet (RAÄ). Es werden die Fornminnen aufgeführt, die auf dem Suchdienst „Fornsök“ registriert sind, welcher weitere Informationen zu den bekannten kulturhistorischen Überresten in Schweden enthält.

## Begriffserklärung
Fornminnen (schwedisch für alte/antike Denkmale oder archäologische Funde) sind in Schweden alte Objekte und archäologische Funde (Fornlämningar), welche die Überreste menschlicher Aktivitäten in der Vergangenheit bezeichnen, die durch frühere Nutzung entstanden sind und dauerhaft aufgegeben wurden. Dabei gilt für Fornminnen, die vor 1850 entstanden sind, dass sie automatisch durch das Gesetz geschützt sind. Aber auch jüngere Überreste können zu Bodendenkmalen erklärt werden, wenn sie sich an ihrem ursprünglichen Standort befinden und weitgehend erdgebunden sind. Als Fornminnen zählen u. a. Siedlungen und Siedlungsreste aus prähistorischer Zeit, Gräber und Grabstätten, Burgruinen, Ruinen von Klöstern, Kirchen und Schlössern, Steine und Felsen mit Inschriften und Bildern (z. B. Runensteine und Petroglyphen), insofern sie nicht schon als Einzeldenkmal unter Byggnadsminnen (schwedisch für Baudenkmale) oder kyrkliga Kulturminnen (schwedisch für kirchliches Kulturgut) ausgewiesen sind.

## Legende
| ID           | = | ID.Nr. des Denkmalregisters (Fornsök) im schwedische Amt für nationales Kulturerbe (Riksantikvarieämbetet (RAÄ)) |
| Lage         | = | Koordinatenangabe des Standorts                                                                                  |
| Bezeichnung  | = | Bezeichnung des Denkmalobjekts (auch RAÄ-Nr.)                                                                    |
| Beschreibung | = | Name (Denkmaltyp/Dokumentenverweis im Arkivsök) sowie eine kurze Beschreibung des Objekts                        |
| Bild         | = | Bild des Objekts sowie Verweis auf weitere Bilder                                                                |

## Liste Fornminnen Härnösand
| ID             | Lage    | Bezeichnung (RAÄ-Nr.) | Beschreibung | Bild           |
| -------------- | ------- | --------------------- | --- | -------------- |
| 10247000010001 | (Karte) | Härnösand 1:1         | Härnösand 1:1 (Gräberfeld / L1935:6051) Etwa 100 x 35 m großes ehemaliges Gräberfeld auf der Insel Härnon am Südhang des Hügels Vangstaberget mit mind. 20 nachgewiesenen Funden, bestehend runden Hügelgräbern (von 4-9 m Durchmesser) und Steinkreisen (von 2-5 m Durchmesser), welche in Gruppen im Osten und Westen angeordnet sind und wahrscheinlich früher noch das gesamte Gebiet bedeckten; heute führt ein Fußweg und eine Stromtrasse hindurch.                                    | Weitere Bilder |
| 10247000020001 | (Karte) | Härnösand 2:1         | Härnösand 2:1 (Gräberfeld) Anm.: Gräberfeld wahrscheinlich überbaut und nicht mehr im Denkmalregister | Weitere Bilder |
| 10247000040001 | (Karte) | Härnösand 4:1         | Härnösand x (Gräberfeld / L1936:8973) Beschreibung ergänzen | Weitere Bilder |
| 10247000050001 | (Karte) | Härnösand 5:1         | Härnösand 5:1 (Hügelgrab / L1936:8490) Beschreibung ergänzen | Weitere Bilder |
| 10247000060001 | (Karte) | Härnösand 6:1         | Härnösand 6:1 (Steinhügelgrab / L1936:9054) Beschreibung ergänzen | Weitere Bilder |
| 10247000060002 | (Karte) | Härnösand 6:2         | Härnösand 6:2 (Steinhügelgrab / L1936:8491) Beschreibung ergänzen | Weitere Bilder |
| 10247000070001 | (Karte) | Härnösand 7:1         | Härnösand 7:1 (Steinhügelgrab / L1936:8352) Beschreibung ergänzen | Weitere Bilder |
| 10247000090001 | (Karte) | Härnösand 9:1         | Härnösand 9:1 (Steinhügelgrab / L1935:241) rundes Steinhügelgrab (etwa 6 m Durchmesser) im Westen der Insel Härnön, etwa 400 m südöstlich der Ortschaft Tegelbruket am Südhang des Bachlaufs des Solumsbäcken, etwa 20 m südöstlich davon befindet sich Härnösand 9:2 (L1935:240). | Weitere Bilder |
| 10247000090002 | (Karte) | Härnösand 9:2         | Härnösand 9:2 (Steinhügelgrab / L1935:240) rundes Steinhügelgrab (etwa 7 m Durchmesser) im Westen der Insel Härnön, etwa 400 m südöstlich der Ortschaft Tegelbruket am Südhang des Bachlaufs des Solumsbäcken, etwa 20 m nordwestlich davon befindet sich Härnösand 9:1 (L1935:241). | Weitere Bilder |
| 10247000120001 | (Karte) | Härnösand 12:1        | Härnösand 12:1 (Steinhügelgrab / L1936:9623) Beschreibung ergänzen | Weitere Bilder |
| 10247000170001 | (Karte) | Härnösand 17:1        | Härnösand 17:1 (Gräberfeld / L1936:9112) Beschreibung ergänzen | Weitere Bilder |
| 10247000180001 | (Karte) | Härnösand 18:1        | Härnösand 18:1 (Hügelgrab / L1936:8432) Beschreibung ergänzen | Weitere Bilder |
| 10247000180002 | (Karte) | Härnösand 18:2        | Härnösand 18:2 (Hügelgrab / L1936:8431) Beschreibung ergänzen | Weitere Bilder |
| 10247000190001 | (Karte) | Härnösand 19:1        | Härnösand 19:1 (Steinsetzung / L1936:9192) Beschreibung ergänzen | Weitere Bilder |
| 10247000250001 | (Karte) | Härnösand 25:1        | Härnösand 25:1 (Friedhof / L1936:9682) ehemaliger Dom-Friedhof (heute von Wegen und Park überbaut) südwestlich der heutigen Domkirche Härnösand; Anfang des 18. Jahrhunderts wurde die alte Kirche aus dem 16. Jahrhundert von russischen Truppen niedergebrannt. Der alte Kirchhof wurde wahrscheinlich beim Dombau eingeebnet; 1978 erfolgten Untersuchungen, wobei Funde geborgen wurden; an der Stelle des einstigen Friedhofs befindet sich eine Gedenkbüste des Bischofs Lars Lundgren. | Weitere Bilder |
| 10247000400001 | (Karte) | Härnösand 40:1        | Härnösand 40:1 (Steinsetzung / L1936:9267) Beschreibung ergänzen | Weitere Bilder |
| 10247000410001 | (Karte) | Härnösand 41:1        | Härnösand 41:1 (Steinsetzung / L1936:8567) Beschreibung ergänzen | Weitere Bilder |
| 10247000440001 | (Karte) | Härnösand 44:1        | Härnösand 44:1 (Ritzungen / L1936:9773) Beschreibung ergänzen | Weitere Bilder |
| 10247000450001 | (Karte) | Härnösand 45:1        | Härnösand 45:1 (Petroglyphe o. Ritzungen / L1935:323) Gebiet von etwa 25 x 20 m im Nordosten der Insel Härnön bei der Ortschaft Lotsstugan, bestehend aus etwa 50 Fels-Ritzungen, welche Initialen, Namen und Jahreszahlen sowie Gittermuster und geometrische Figuren darstellen, zuletzt wurden diese 2015 dokumentiert und tw. auf vor 1850 datiert. | Weitere Bilder |
| 10247000450002 | (Karte) | Härnösand 45:2        | Härnösand 45:2 (Ritzungen / L1936:9756) Beschreibung ergänzen | Weitere Bilder |
| 10247000450003 | (Karte) | Härnösand 45:3        | Härnösand 45:3 (Ritzungen / L1936:9755) Beschreibung ergänzen | Weitere Bilder |
| 10247000460001 | (Karte) | Härnösand 46:1        | Härnösand 46:1 (Ritzungen / L1936:9757) Beschreibung ergänzen | Weitere Bilder |
| 10247000470001 | (Karte) | Härnösand 47:1        | Härnösand 47:1 (Hügelgrab / L1935:400) Beschreibung ergänzen | Weitere Bilder |
| 10247000650001 | (Karte) | Härnösand 65:1        | Härnösand 65:1 (Hügelgrab / L1936:9213) Beschreibung ergänzen | Weitere Bilder |
| 10247000670001 | (Karte) | Härnösand 67:1        | Härnösand 67:1 (Steinsetzung / L1936:8702) Beschreibung ergänzen | Weitere Bilder |
| 10247000680001 | (Karte) | Härnösand 68:1        | Härnösand 68:1 (Hügelgrab / L1936:8703) rundes (etwa 6 m Durchmesser) Hügelgrab an einem Weg in der Ortschaft Solum auf der Insel Härnön am Nordufer des Sees Solumssjön; wurde durch Wegebau auf Ostseite beschädigt, etwa 1,5 m abgeschnitten. | Weitere Bilder |